# Station Noordbroek
Station Noordbroek  (geografische afkorting Nb) was een spoorwegstation in het Nederlandse dorp Noordbroek, aan de lijn van Zuidbroek naar Delfzijl, en was in gebruik van 5 januari 1910 tot 1 december 1934.
Het stationsgebouw, van het type tweede klasse van de NOLS, is in 1907 gebouwd naar een ontwerp van E. Cuypers en is in 1982 gesloopt. In 1910 is er een klein nevengebouwtje gebouwd, dat nu nog bestaat; het is nu in gebruik als woonhuis. Tegenover het station staat het voormalige stationskoffiehuis (Oosterstraat 35) dat nu als woonhuis in gebruik is.
0: Zuidbroek ·
2: Zuidbroek dorp ·
4: Noordbroek ·
9: Nieuw Scheemda-'t Waar ·
13: Nieuwolda ·
15: Wagenborgen ·
20: Weiwerd ·
22: Farmsum ·
22: Delfzijl
Appingedam · 
Bad Nieuweschans ·
Baflo · 
Bedum · 
Delfzijl · 
-West · 
Eemshaven ·
Grijpskerk · 
Groningen · 
-Europapark ·
-Noord ·
Haren · 
Hoogezand-Sappemeer · 
Kropswolde · 
Loppersum · 
Martenshoek · 
Roodeschool · 
Sauwerd · 
Scheemda · 
Stedum · 
Uithuizen · 
Uithuizermeeden · 
Usquert · 
Veendam · 
Warffum · 
Winschoten · 
Winsum · 
Zuidbroek · 
Zuidhorn
Voormalige stations: zie de lijst van voormalige spoorwegstations in Groningen